# 冰沙

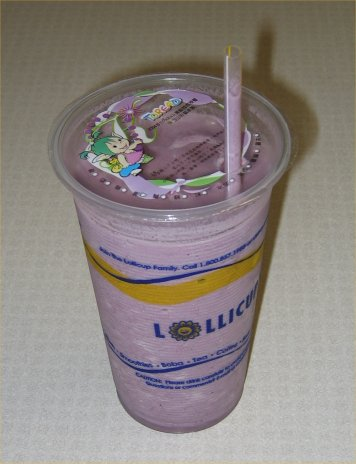
冰沙

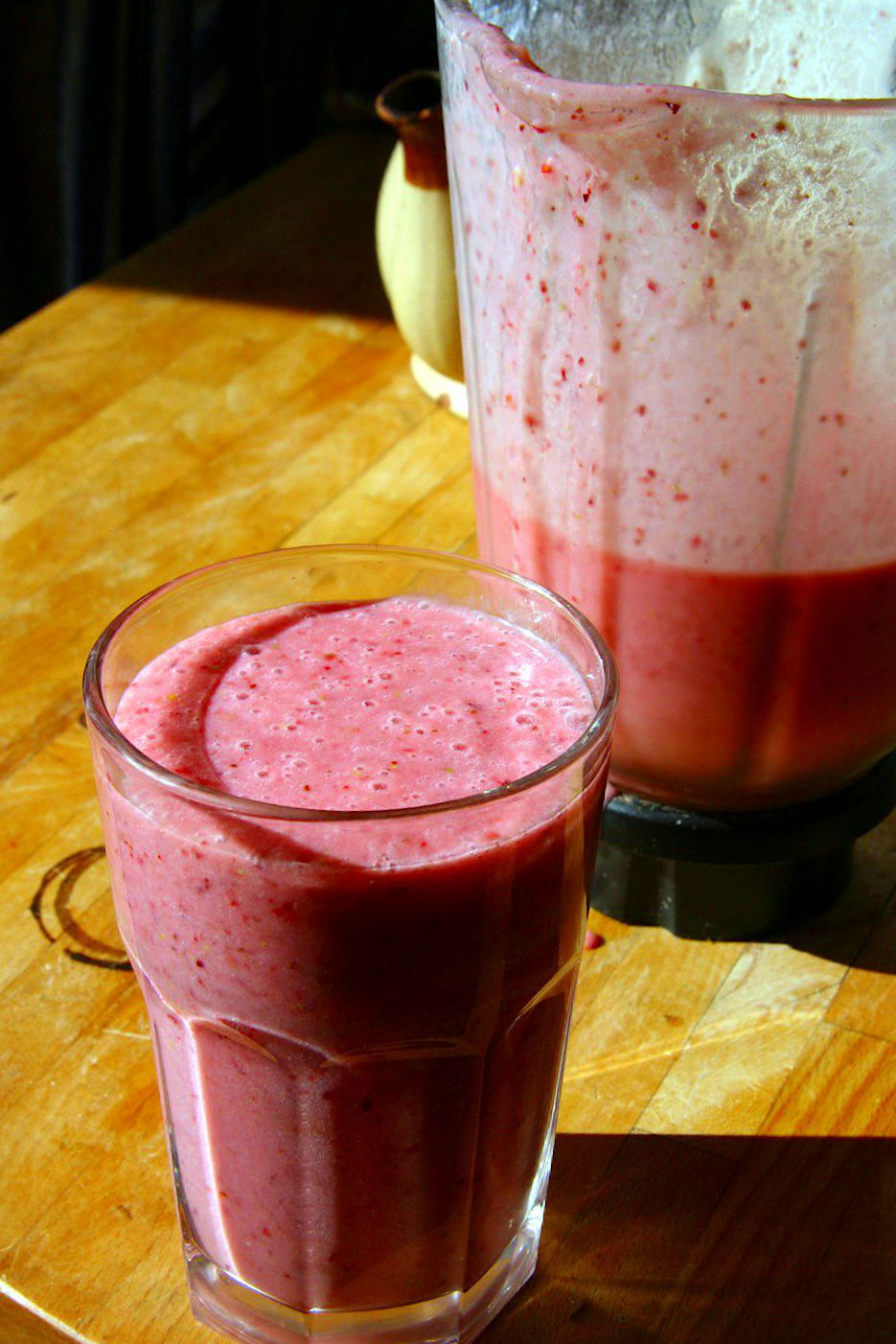
冰沙

冰沙，又稱沙冰，冰品。是一款冷飲料，將水及冰塊混合磨成沙狀後，再混入糖漿、果汁、香味劑、酸乳酪或水果與果實的碎塊（例如：紅豆、涼瓜泥等）等配料調製而成。現時冰沙並非用人手製作，而是使用刨冰機或高速的食物調理機，製成冰沙。一些冰沙專賣店會把冰沙放在密封的杯子內，供顧客即時飲用。

## 冰沙历史
在电动搅拌机问世后，美国西海岸许多保健食品店开始打着营养饮料的招牌开始销售冰沙饮料。冰沙的英语术语“Smoothie”早在1980年代中期出现在美国食谱和某些商标中并且统一使用。 到后来20世纪60年代一位在苏打酒吧里打工的店员受到店里的产品受到启发，开始尝试制作冰沙，因为本身乳糖不耐受的原因，他开始尝试使用果汁，蔬菜，蛋白粉和维生素混合物作为替代品开了自己的店，并且靠贩卖冰沙成功在早期取得了成功，并且靠着自己的冰沙食谱成功的创办了美国知名连锁冰沙饮料店冰沙王（Smoothie King），后来冰沙王扩展到世界各地。 后来的一些快餐连锁店也通过添加巧克力，和代糖甜味剂创造了不同版本的冰沙。 到了2000年代，大部分消费者开始在家里制作冰沙，原因是更加方便的摄取水果和蔬菜的。

### 刨冰
- 碎冰 ()
- 思樂冰
- 雪葩
- 混合果汁
- 雪花冰